# 알라 압둘자흐라
알라 압둘자흐라 카셴 알아자위(아랍어: علاء عبدالزهرة خشَن العزاوي, Alaa Abdul-Zahra Khashen Al-Azzawi, 1987년 12월 22일 ~)는 현재 알미나 SC에서 공격형 미드필더로 활약하고 있는 이라크의 축구 선수로 2006년 아시안 게임 은메달리스트이며 FIFA 센추리클럽에 가입되어 있는 10명의 이라크 선수 가운데 한명이다.

## 같이 보기
- A매치 100경기 이상 출전한 축구 선수 명단